# Piccoli miracoli (singolo)
Piccoli miracoli è un singolo del gruppo musicale italiano Tiromancino, pubblicato nel 2016 ed estratto dall'album Nel respiro del mondo.

## Video musicale
Il videoclip della canzone è stato diretto e scritto dal frontman del gruppo Federico Zampaglione. Esso è stato girato nel Lazio, precisamente sul Monte Guadagnolo, e vede protagonista la scalatrice Federica Mingolla.

## Tracce
1. Piccoli miracoli – 3:29

## Classifiche
| Classifica (2016)         | Posizione |
| ------------------------- | --------- |
| Italia                    | 93        |
| Italia (airplay)          | 5         |
| Italia (airplay italiana) | 1         |